# Dolichopus angustipennis
Dolichopus angustipennis är en tvåvingeart som beskrevs av Kertesz 1901. Dolichopus angustipennis ingår i släktet Dolichopus och familjen styltflugor. Inga underarter finns listade i Catalogue of Life.